# Novokurske, Șîroke
Novokurske (în ucraineană Новокурське) este un sat în comuna Șestirnea din raionul Șîroke, regiunea Dnipropetrovsk, Ucraina.

## Demografie
Componența lingvistică a localității Novokurske
     Ucraineană (91,71%)
     Rusă (7,99%)
     Alte limbi (0,31%)
Conform recensământului din 2001, majoritatea populației localității Novokurske era vorbitoare de ucraineană (91,71%), existând în minoritate și vorbitori de rusă (7,99%).